# Алгоритм двойников
Алгоритм двойников (англ. Buddy memory allocation) — алгоритм динамического распределения памяти, при котором память поделена на блоки размером {\displaystyle 2^{n}} и при запросе выделяется блок, размер которого максимально приближен к требуемой памяти. Согласно Дональду Кнуту, алгоритм двойников впервые был предложен Гарри Марковицем в 1963 году.

## Алгоритм
- Память выделяется блоками размером {\displaystyle 2^{n}}
- Когда требуется выделить память, ищем блок минимального подходящего размера {\displaystyle 2^{x}}. Если блок найден, то используем этот блок для размещения памяти. Если блок подходящего размера не найден, то находим ближайший блок большего размера и делим его до тех пор, пока не получим блок нужного размера.
- При освобождении памяти проверяем, свободен ли соседний блок (двойник). Если свободен, то сливаем 2 блока в блок большего размера и повторяем это до тех пор, пока у получившегося блока есть свободные двойники.

## Использование
Ядро Linux использует этот алгоритм в модифицированном виде для минимизации фрагментации блоков памяти, а также ряд других алгоритмов для управления памятью внутри блоков.
jemalloc — это современный аллокатор памяти, использующий, среди прочего, алгоритм двойников.